# Wheeler (jezioro)
Wheeler (ang. Wheeler Lake) – sztuczne jezioro na rzece Tennessee w Stanach Zjednoczonych, w północno-zachodniej części stanu Alabama. Jest to drugie pod względem powierzchni jezioro tego stanu (po Guntersville), z powierzchnią przekraczającą 274 km². Jego zarządcą jest agencja federalna Tennessee Valley Authority.
Jezioro rozciąga się na długości 119 km, mierzy od 1,5 do 5 km szerokości. Objętość maksymalna wynosi 1,42 mld m³. Wysokość lustra wody utrzymywana jest na poziomie 168–169 m n.p.m. Głównym miastem nad jeziorem jest Decatur położone na jego południowym brzegu, znaczący port śródlądowy. Do jeziora uchodzą rzeki Elk, Flint oraz Paint Rock. Znajduje się w granicach sześciu hrabstw – Limestone, Marshall, Lauderdale, Lawrence, Madison oraz Morgan.
Jezioro zostało stworzone poprzez budowę w 1936 roku zapory wodnej–hydroelektrowni Wheeler. Nazwane zostało na cześć Josepha Wheelera, generała armii Konfederacji podczas wojny secesyjnej, później uczestnika wojny amerykańsko-hiszpańskiej. 
Wheeler znajduje się w ciągu dziewięciu przylegających do siebie zbiorników retencyjnych, umożliwiających żeglugę w górę rzeki Tennessee. Na zachodzie (w dół rzeki, poniżej zapory Wheeler) znajduje się jezioro Wilson. Na wschodzie jezioro Wheeler sięga zapory Guntersville, ponad którą znajduje się jezioro Guntersville. Jezioro spełnia również funkcję przeciwpowodziową.